# Offertoire
Précédant la consécration et la communion, l'offertoire est une partie de la messe où le prêtre place l'offrande du pain et du vin sur l'autel (oblation), qui suit ainsi le Credo.
L'offertoire signifie aussi une pièce musicale, soit chantée, soit jouée par orgue, pendant l'offertoire liturgique.

## Liturgie eucharistique

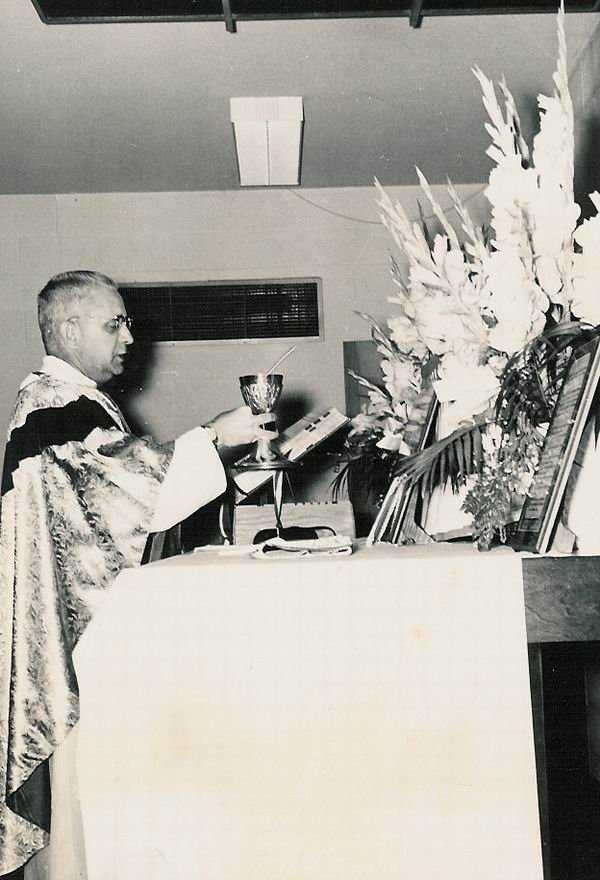
Offertoire dans la forme tridentine du rite romain.

### Les offrandes des fidèles
Pendant l'offertoire, les fidèles pouvaient à l'origine venir en procession déposer des offrandes (légumes, poulets, fromages, cierges, argent) devant l'autel, ces dons étant destinés à la vie matérielle du prêtre ou au partage en faveur des plus pauvres. Parmi ces offrandes en nature, les paroissiens fournissaient le pain et le vin de l'eucharistie. Le prêtre devait se laver les mains selon le rite du lavabo et les purifier après avoir manipulé ces offrandes qui étaient essentiellement des produits de la terre. Pour des raisons de commodité, la quête s'est pratiquement substituée à ces offrandes à partir du IXe siècle.

### La préparation de l’autel et des oblats
Les ministres apportent sur la crédence à l’autel le ciboire, le missel, sur son coussin ou pupitre, le calice portant le purificatoire, la patène, la grande hostie et la pale, le tout recouvert du voile avec le corporal plié par-dessus, éventuellement dans une bourse, par respect pour le corps du Christ qui y sera posé. Déjà au IVe siècle, le pape saint Sylvestre demandait que le corporal soit en lin « pour mieux représenter le suaire du Seigneur. »
Le format du corporal était beaucoup plus grand autrefois. Dans le plus ancien cérémonial (au VIIe siècle) on l'étendait d'un côté à l'autre de l'autel, comme une nappe. Par la suite, au cours du Moyen Âge, il pouvait être rabattu sur le calice de manière à le couvrir complètement à partir de l'offertoire. La pale et le voile de calice, introduits à la fin du Moyen Âge, sont en réalité des éléments disjoints de cet antique corporal.
Primitivement, l'offrande était faite en silence. À partir du IVe siècle, elle fut accompagnée du chant de l'offertoire, composé généralement d'un psaume psalmodié sur un ton simple, et d'une antienne que l'on répétait comme refrain à chaque verset. Lorsque la procession d'offrande fut supprimée au XIe siècle, le chant d'offertoire fut réduit à son antienne.

## Contexte musical

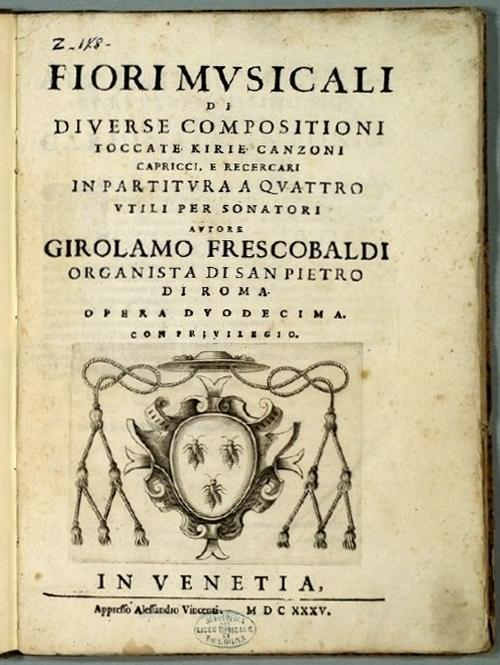
L'offertoire pour orgue devint un phénomène sous la réforme tridentine, surtout avec les œuvres de Frescobaldi, organista di San Pietro di Roma, lesquelles inspirèrent de nombreux compositeurs catholiques.

Étant donné que l'offertoire est un moment tant solennel que long en raison de sa procession, la musique qui l'accompagne a tendance à se développer. Ainsi, dans le répertoire du chant grégorien, les pièces étaient assez beaucoup ornées, et chantées par les chantres ou par la schola cantorum, qui connaissaient une musique raffinée et approfondie. 
Dans le dit cérémonial de Clément VIII, publié en 1600 à Rome par le Saint-Siège, cette antienne évoluée était confirmée. Or, la Contre-Réforme fit aller plus loin. D'une part, avec le privilège du Saint-Siège, Giovanni Pierluigi da Palestrina, grand compositeur qui était tout à fait fidèle à cette réforme, avait publié son immense répertoire des offertoires en polyphonie à cinq voix, qui était adapté à toute l'année de calendrier. La publication avait débuté en 1593 à Rome, avant son décès, et s'était continuée en 1594 et 1596 à Venise. Au XIXe siècle, ce recueil sera publié, à nouveau, dans le cadre du mouvement cécilien par Franz Xaver Haberl, dont la transcription de partition était confiée à Franz Commer († 1887). 
D'autre part, ce grand guide de liturgie catholique de Clément VIII recommandait une autre façon. Dorénavant, des pièces d'orgue tel le ricercare sont affectées à l'offertoire, ce qui se garde jusqu'aujourd'hui (voir aussi Œuvre instrumentale). Il s'agit souvent des ouvertures italiennes ou françaises, composées par de grands organistes. Cette évolution était un fruit de la Contre-Réforme, qui défendait une riche musicalité de la liturgie catholique luttant contre le calvinisme lequel avait exclu toute la musique dans son culte. Girolamo Frescobaldi († 1643) précisait, dans ses Fiori musicali, ces ricercares comme dopo il Credo (après le Credo), à savoir, offertoire :
En résumé, après le concile de Trente, la musique d'offertoire fut considérablement évoluée dans le cadre de la Contre-Réforme, afin de remplacer la version grégorienne qui était déjà très ornée.

## Compositions de César Franck
Si la plupart des compositeurs se contentèrent d'écrire leur seule pièce d'offertoire, César Franck, longtemps organiste titulaire de la basilique Sainte-Clotilde de Paris, laissa de nombreuses œuvres tant pour orgue que pour harmonium. De surcroît, il composa quelques pièces vocales accompagnées d'orgue. Petit pas, mais désormais les paroisses de taille modeste profitent, grâce à l'invention de l'harmonium et à la composition simple de Franck, de la solennité issue de l'offertoire instrumental, tout comme à de grandes cathédrales. Pour la pratique, il faut un seul organiste mais sans aucune virtuosité.

## Œuvre vocale en polyphonie
En admettant que la musique de l'offertoire soit devenue pratique d'orgue, le chant en monodie (en grégorien) restait en usage. D'ailleurs, après Palestrina, quelques compositeurs laissèrent leurs œuvres en polyphonie. Celles de Heinrich Biber († 1704) étaient le témoignage que la cathédrale Saint-Rupert de Salzbourg pratiquait l'offertoire en cette façon. Dans le même pays, Franz Schubert († 1828) était le témoin pour Vienne. En tant que prêtre, Giovanni Giorgi († 1762) écrivait ses œuvres, singulièrement liturgiques.

## Mise en musique

### Musique vocale

#### À la Renaissance
- Christopher Tye (vers 1505 - † 1573) : offertoire Give almes of thy goods à 4 voix[9]
- Giovanni Pierluigi da Palestrina (vers 1525 - † 1594) : Offertoria totius anni secundum Sanctæ Romanæ Ecclesiæ consuetudinem à 5 voix (1593)[4] [partition contemporaine publiée en 1881][10]
- William Byrd (vers 1543 - † 1623) : offertoire à 4 voix Sacerdotes Domini pour la Fête-Dieu (1607)[11]
- Stefano Bernardi (vers 1585 - † 1636) : offertoire Benedixisti Domine à 8 voix pour le 3e dimanche de l'Avent[12]

#### Musique baroque
- Mikołaj Zieleński (actif vers 1604–1615) : Offertoria totius anni à 7 ou 8 voix (Venise 1611)[13]
- Heinrich Biber (1644 - † 1704) : 
  - offertoire Quo abiit directus pour soprano, ténor, chœur et instruments[14]
  - offertoire Ne cedite mentes pour chœur et cordes[15]
  - offertoire Lux perpetua à 5 voix avec cordes[16]
  - offertoire Huc poenitentes à 5 voix avec cordes[17]
- Giovanni Giorgi (16... - † 1762) :
  - offertoire Improperium expectavit cor meum pour le dimanche des Rameaux à 4 voix avec basse continue[18]
  - offertoire In omnem terram pour la fête de saint Jacques apôtre à 4 voix avec basse continue[19]
  - offertoire Dextra Domini du Jeudi saint à 4 voix avec basse continue[20]
  - offertoire Angelus Domini pour le 2e dimanche de Pâques à 8 voix avec basse continue[21]
  - offertoire Ascendit Deus de l'Ascension à 8 voix avec basse continue[22]
- Niccolò Jommelli (1714 - † 1774) : offertoire Confirma hoc Deus pour 5 solistes, chœur à 4 voix et basse continue (1752)[23]

#### Musique classique
- Antonio Salieri (1750 - † 1825) : offertoire Populi timete santum pour chœur à 4 voix et orchestre (1778)[24]
- Johann Nepomuk Hummel (1778 - † 1837) : offertoire Alma virgo pour soprano, chœur à 4 voix et orchestre, op. 89a (1805)[25]
- Jan Václav Hugo Voříšek (1791 - † 1825) : offertoire Quoniam inquitatem cognosco à 4 voix avec orchestre[26]
- Franz Schubert (1797 - † 1828) : 
  - offertoire Totus in corde langueo pour soprano, clarinette et orchestre, D136[27]
  - offertoire Tres sunt pour chœur à 4 voix et orchestre, D181 (1815)[28]
- Charles Gounod (1818 - † 1893) : offertoire O salutaris pour soprano, ténor et piano ou orgue, CG71c1, issu de l'offertoire de la Messe pour les sociétés chorales (CG71) (1878)[29]
- César Franck (1822 - † 1890) : 
  - offertoire Domine Deus du premier dimanche du mois pour chœur à 3 voix, orgue et cordes, CFF210 (1861)[30]
  - offertoire Dextra Domini du jour de Pâques pour chœur à 3 voix, orgue et cordes (1861) ; avec orchestre (1877), CFF211[31]
  - offertoire pour la fête de l'Assomption Quæ est ista, de la Conception et du mois de Marie, avec 3 solistes, chœur à 3 voix, orgue et cordes (1861) ; avec orchestre (1877), CFF212[32]
  - offertoire Domine non secundum d'un temps de pénitence pour chœur à 3 voix, orgue et cordes, CFF213 (1865)[33]
- Camille Saint-Saëns (1835- † 1921) : offertoire pour chœur et orgue pour la Toussaint (1904) ; version avec orchestre (1913)[34]

#### Musique contemporaine
- Maurice Jaubert (1900 - † 1940) : offertoire de chœur à 4 voix pour la fête de l'Assomption, op. 3 (1923)[35]
- Egon Wellesz (1885 - † 1974) : offertoire In Ascensione Domini pour chœur à 4 voix (1965)[36]

### Œuvre instrumentale

#### Musique baroque
- Girolamo Frescobaldi (1583 - † 1643) : ricercare après le Credo, dans le recueil Fiori musicali pour orgue (1635)[37]
- Marc-Antoine Charpentier (1643 - † 1704) : offerte pour l'orgue et pour les violons, flûtes et hautbois, H514[38]
- François Couperin (1668 - † 1733) : offertoire sur les grands jeux pour orgue, dans la Messe pour les couvents (1690)[39]
- Nicolas de Grigny (1672 - † 1703) : offertoire sur les grands jeux dans le recueil Messe pour orgue (1699)[40]
- Jean-François Dandrieu (1682 - † 1738) : offertoire sur O filii et filiæ pour clavecin ou orgue[41]

#### Musique classique
- Alexandre-Pierre-François Boëly (1785 - † 1858) : offertoire pour orgue sur la Messe du jeudi saint, op. 40, n° 4 (1842)[42]
- Gaetano Donizetti (1797- † 1848) : grand offertoire pour orgue ou piano[43]
- Marius Gueit (1808 - † 1862) : 
  - grands offertoires pour orgue, op. 25[44]
  - offertoire pour orgue, op. 31[45]
- Ambroise Thomas (1811 - † 1896) : offertoire pour orgue (1858)[46]
- Charles Gounod (1818 - † 1893) : offertoire pour grand orgue (posthume 1895)[47]

- César Franck (1822 - † 1890) :

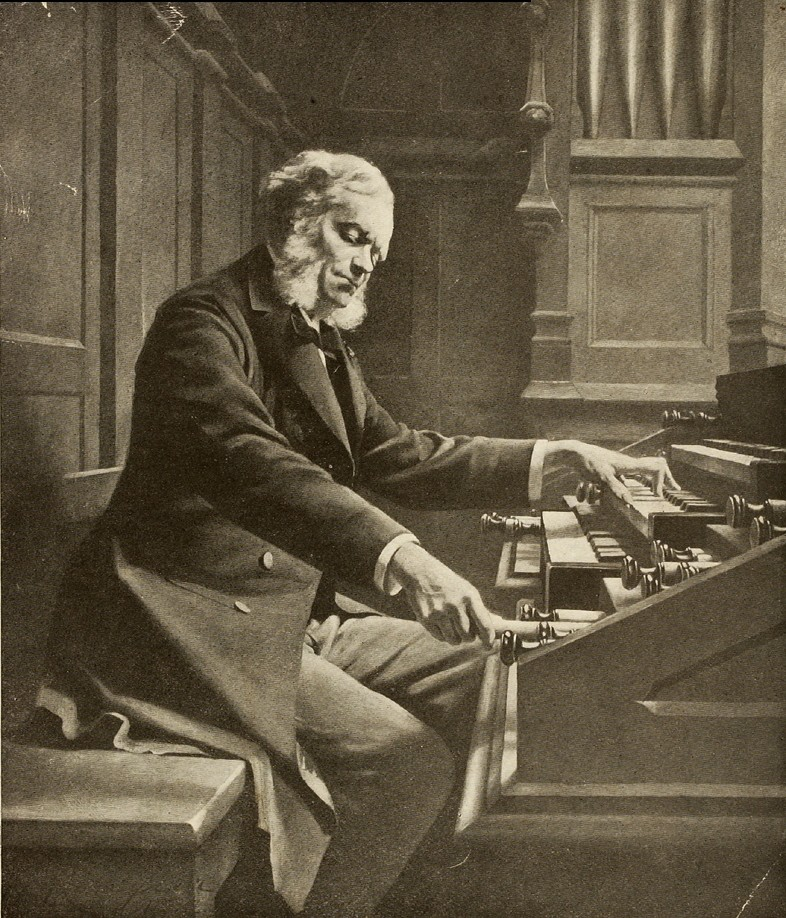
Au XIXe siècle, c'était César Franck qui contribua à promouvoir l'offertoire pour orgue. En outre, il composa plusieurs pièces pour harmonium, de sorte que mêmes de petites paroisses puissent écouter un offertoire solennel et instrumental, lors de la procession.

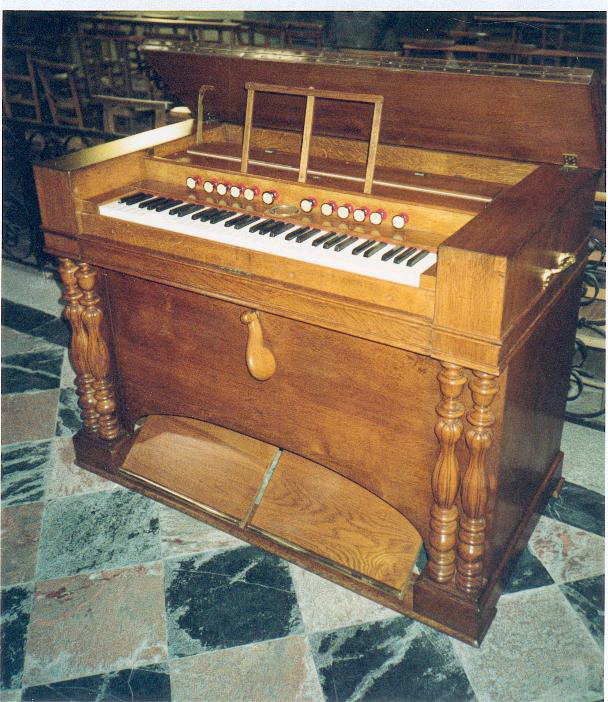
Harmonium d'Alexandre-François Debain, adapté aux paroisses de taille modeste.

  - 5 pièces pour harmonium, CFF32, n° 1 offertoire ainsi que n° 2 petit offertoire (1864)[48]
  - offertoire pour orgue, CFF33 (FWV27, n° 9)[49]
  - offertoire sur un air breton pour harmonium, CFF34[50]
  - offertoire pour harmonium, CFF36A ; pour orgue, CFF36B (1858)[51]
  - petit offertoire pour harmonium, CFF38 (1885)[52]
  - offertoire pour harmonium, CFF40, n° 7 (1890)[53]
  - offertoire pour orgue, CFF55[54]
  - offertoire pour la Messe de minuit, CFF57 (1858)[55]
  - offertoire pour orgue, CFF92 (1859)[56]
  - offertoire pour orgue, CFF95 (1860)[57]
  - offertoire pour orgue, CFF96A (1861) ; remaniement en version courte, CFF96B (1877)[58]
- Polibio Fumagalli (1830 - † 1900) : offertoire pour orgue, op. 293 (1898)[59]
- Camille Saint-Saëns (1835 - † 1921) : 
  - offertoire pour cor et orgue, R75[60]
  - offertoire pour orgue ou harmonium, R82[61]
- Théodore Dubois (1837 - † 1924) : 
  - offertoire pour orgue ou piano-pédalier (1889)[62]
  - offertoire d'orgue pour la fête de l'Ascension (1902)[63]
- Jules Massenet (1842 - † 1912) : offertoire pour orgue (1898)[64]
- Émile Paladilhe (1844 - † 1926) : offertoire pour orgue ou harmonium (1862)[65]
- Henri Dallier (1849 - † 1934) : [offertoire sur le] Vexilla Regis pour orgue[66]
- Edward Elgar (1857 - † 1934) : œuvre pour cordes et piano (1893)[67]
- Alfred Bruneau (1857 - † 1934) : 
  - six offertoires pour orgue (1872)[68]
- Mel Bonis (1858 - † 1937) :
  - offertoire pour orgue, op. 182[69]
  - offertoire pour orgue, op. 183[70]
- Léon Boëllmann (1862 - † 1897) : offertoire d'orgue sur des Noëls, pour le concours de la Société internationale des organistes et maîtres de chapelle (1882)[71]

#### Musique contemporaine
- Paul de Wailly (1854 - † 1933) : offertoire pour 2 violons, violoncelle et piano (1917)[72]
- Charles Koechlin (1867 - † 1950) : offertoire d'orgue pour le mariage de Renée Philippart-Gonzalez, op. 98 bis (1927)[73]
- Léonce de Saint-Martin (1886 - † 1954) : 
  - offertoire d'orgue pour les fêtes simples de la Sainte Vierge, op. 10 (1929)[74]
  - offertoire pontifical sur deux Noëls pour orgue, op. 19 (1937)[75]
- Émile Bourdon (1884 - † 1974) : 
  - offertoire d'orgue pour le jour de l'an sur l'alléluia de l'octave de Noël, op. 8 (1922)[76]
  - offertoire pour orgue, op. 22, n° 1 (1944)[77]
  - offertoire pour orgue sur les antiennes Sacerdotes Dei et Serve bone des vêpres, op. 24 (1940)[78]
  - offertoire pour orgue (1953)[79]
  - offertoire pour orgue dans le style élégiaque, op. 37, n° 1 (1955)[80]
  - offertoire d'orgue pour le dimanche de Gaudete, op. 45 (1966)[81]
- James McMillan (1959 - ) : œuvre pour orgue (1986)[82]

### Définition
- Robert Le Gall, Dictionnaire de liturgie :
- Académie française, Dictionnaire, 9e édition (actuelle) :
- Informations lexicographiques et étymologiques de « Offertoire »  dans le Trésor de la langue française informatisé, sur le site du Centre national de ressources textuelles et lexicales

### Notices
- Bibliothèque nationale de France :